# Пуч (фамилия)
Пуч (исп. Puig, эквивалентами являются Puche и Puch) — фамилия, которая имеет каталонские корни. Одна из ветвей этой фамилии распространилась на Балеарские Острова. Фамилия очень распространена в трёх из четырёх провинций Каталонии (за исключением Таррагоны, где она встречается не так часто), и в Валенсии. Людей с этой фамилией можно найти в разных странах Латинской Америки, а также в Андорре, Руссильон и городе Альгеро в Сардинии (Италия).
«Puig» — означает на каталонском «гора».